# Фоменко, Сергей Степанович
Сергей Степанович Фоменко (7 октября 1902 — 28 октября 1991) — советский военачальник, в годы Великой Отечественной войны командовал 36-й армией, участник советско-японской войны.

## Биография
Сергей Степанович Фоменко родился 7 октября 1902 года в городе Шполе ныне Черкасской области Украины. Украинец.

Могила Фоменко на кладбище "Абдал" в Симферополе.

В Красной Армии с 1918 года. Участник Гражданской войны в России. В 1921 году окончил 27-е Орловские командные пехотно-пулемётные курсы, в 1922 году — курсы начальных пулемётных команд Высшей тактической стрелковой школы им. Коминтерна. За последующие 11 лет прошёл путь от командира взвода до командира горнострелкового полка. Во время службы в Среднеазиатском военном округе с июня 1935 года начальник специального отделения окружной среднеазиатской военной школы, с 1937 года начальник штаба горнострелковой дивизии. С июля 1938 года до начала Великой Отечественной войны С. С. Фоменко — заместитель командующего войсками Забайкальского военного округа. 4 июня 1940 года ему присвоено воинское звание «генерал-майор». В 1941 году окончил Курсы усовершенствования высшего начальствующего состава (КУВНАС).
После начала войны с 23 по 27 июня 1941 года С. С. Фоменко временно исполнял обязанности командующего войсками округа, затем назначен командующим 36-й армией. В составе Забайкальского фронта армия находилась в постоянной боевой готовности к отражению возможного нападения Японии. В должности командарма С. С. Фоменко занимался обучением войск ведению боевых действий в горно-таёжной местности, готовил резервные части и соединения для действующей армии. 16 октября 1943 года ему было присвоено воинское звание «генерал-лейтенант». Перед началом советско-японской войны на должность командующего 36-й армией прибыл генерал-лейтенант А. А. Лучинский, а С. С. Фоменко назначен его заместителем. Участвовал в Хингано-Мукденской наступательной операции, командуя правым (западным) флангом 36-й армии, составленным из полков 293-й и 298-й стрелковых дивизий, а также двух артиллерийско-пулемётных бригад. Группа войск под его командованием захватила станции Маньчжурия и Чжалайнор, окружила с запада и участвовала в ликвидации японских формирований в Хайларском укрепрайоне, в захвате города Цицикар. За успешное командование войсками в войне с Японией Фоменко получил орден Суворова 2-й степени.
После окончания войны с 28 ноября 1945 года вновь командующий 36-й армией до её расформирования в июне 1948 года. В 1949 году окончил Высшие академические курсы при Высшей военной академии им. К. Е. Ворошилова, затем назначен помощником командующего войсками Забайкальского военного округа. С сентября 1953 года — 1-й заместитель командующего войсками Таврического военного округа, в 1954 году короткое время командующий войсками Таврического военного округа. С июля 1956 года — 1-й заместитель командующего Северной группы войск. В 1957 году вышел в отставку.
Сергей Степанович Фоменко скончался 28 октября 1991 года в Симферополе.

## Награды
- 2 ордена Ленина (22.02.1944, 21.02.1945)
- 3 ордена Красного Знамени (22.02.1938, 3.11.1944, 20.06.1949)
- орден Суворова 2-й степени (8.09.1945)
- орден Отечественной войны 1-й степени (06.04.1985)
- орден Красной Звезды (22.02.1939)
- медали СССР
- Орден Красного Знамени (Монголия)
- иностранные медали

## Воинские звания
- полковник (29.01.1936)[1]
- комбриг (23.07.1938[комм. 2])
- комдив (4.11.1939)
- генерал-майор (4.06.1940)
- генерал-лейтенант (16.10.1943[комм. 3])

## Комментарии
1. ↑  В период 21.07.1937 — 07.1938 командир 83-й горнострелковой дивизии.[1].
2. ↑  По другим данным с 17.02.1938.[1].
3. ↑  По другим данным с 13.09.1943.[1].